# Jacuípe

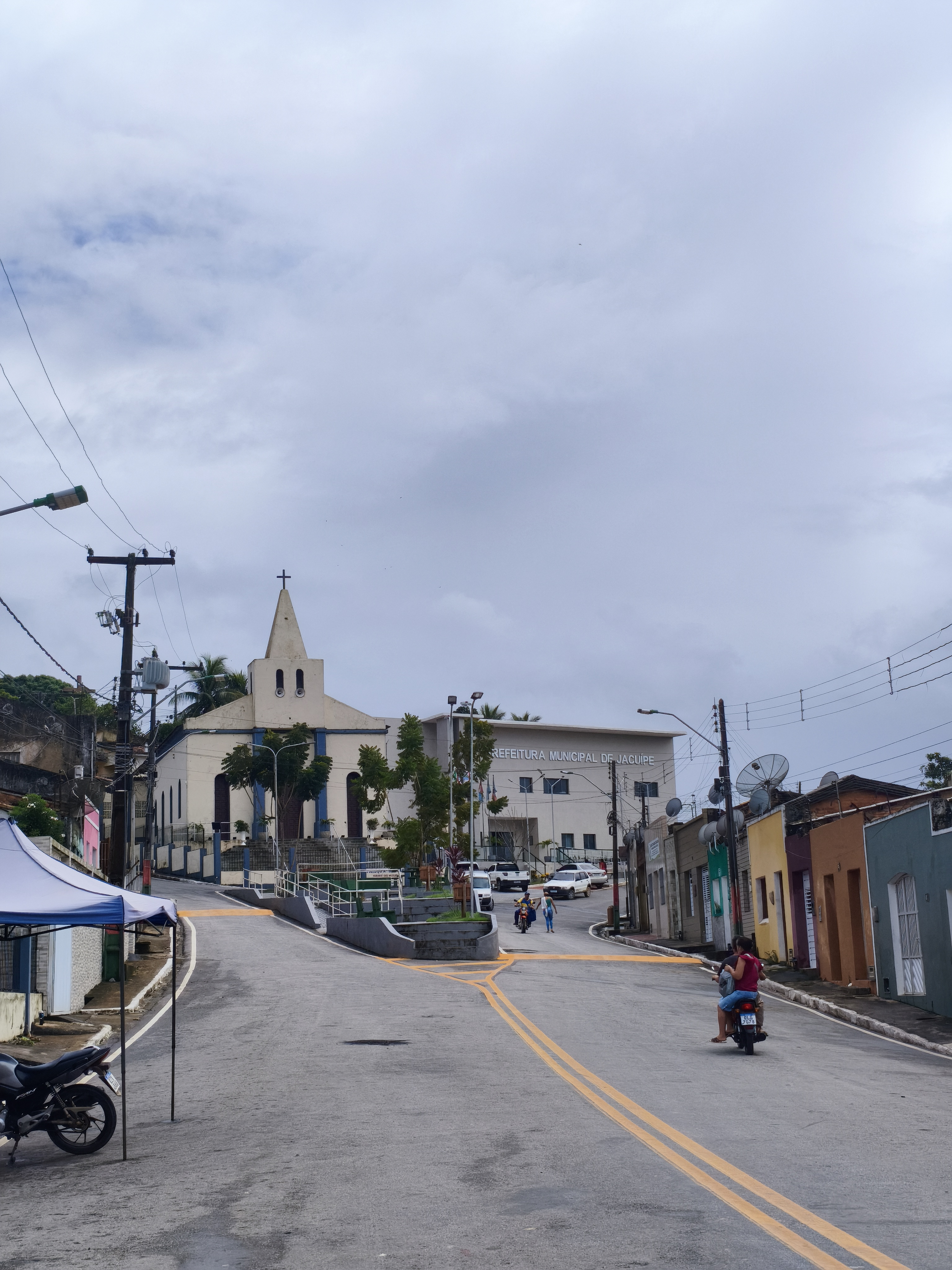
centro da cidade

Jacuípe é um município do estado de Alagoas, no Brasil. Localiza-se a uma latitude 8° 50' 31" sul e a uma longitude 35° 27' 36" oeste, estando a uma altitude de 200 metros. Sua população no censo de 2022 era de 5.352 habitantes e a área do município é de 216 quilômetros quadrados.

## Toponímia
"Jacuípe" é originário do tupi antigo îaku'ype, que significa "no rio dos jacus" (îaku, jacu, 'y, rio, pe, em).

## História
Por volta do ano 1000, a região foi invadida por povos tupis procedentes da Amazônia, que expulsaram os habitantes originais tapuias para o interior do continente. No século XVI, a região era habitada pela tribo tupi dos caetés.
São antigos os movimentos do homem branco no desbravamento da região Norte de Alagoas. Segundo os historiadores, colonizadores vindos de Porto Calvo no século XVII foram os primeiros brancos a chegar à região. Ainda de acordo com os historiadores, os donos das terras eram os índios, que mantiveram boas relações com os brancos, formando um pequeno lugarejo que foi crescendo aos poucos até tornar-se uma comunidade. A primeira capela construída na povoação ainda existe, estando, hoje, dentro do cemitério municipal.
Em 1946, foi construída a igreja matriz de São Caetano, padroeiro do município. Os primeiros moradores foram Horácio Pedrosa, Miguel Morato da Silva e Graciliano Pedrosa. Jacuípe, cujo topônimo foi dado em razão de o rio Jacuípe cortar seu território, sempre teve o movimento ligado a Palmares, em Pernambuco, pela facilidade de acesso. A comunidade que crescia começou a cobrar melhores serviços e mais atenção de Porto Calvo, a quem pertencia. Sem assistência, os moradores iniciaram um movimento pela emancipação. Destacaram-se Mário Acioly Wanderley, homenageado no hino da cidade; Alcides Moreira da Silva; e Manoel Bezerra Cavalcante. Jacuípe foi elevado à categoria de município autônomo em 1958. 

## Formação Administrativa de Jacuípe
Em divisão administrativa do Brasil referente ao ano de 1933, figura, no município de Porto Calvo, o distrito de Jacuípe. 
Assim permanecendo em divisões territoriais datadas de 31 de dezembro de 1936 e 31 de dezembro de 1937. 
Pelo decreto-lei estadual 2 909, de 30 de dezembro de 1943, o distrito de Jacuípe passou a denominar-se Jacuitinga. 
Em divisão territorial datada de 1 de julho de 1950, o distrito de Jacuitinga, ex-Jacuípe, figura no município de Porto Calvo. 
Assim permanecendo em divisão territorial datada de 1 de julho de 1955. 
Elevado à categoria de município com a denominação de Jacuípe, pela lei estadual 2 099, de 15 de julho de 1958, desmembrado de Porto Calvo. Sede do antigo distrito de Jacuípe. Constituído distrito sede. Instalado em 4 de fevereiro de 1959. 
Em divisão territorial datada de 1 de julho de 1960, o município é constituído do distrito sede. 
Assim permanecendo em divisão territorial datada de 2007. 
Alterações toponímicas distritais o decreto-lei estadual 2 909, de 30 de dezembro de 1943, alterou o topônimo de Jacuípe para Jacuitinga.  Já a lei estadual 2 099, de 15 de julho de 1958, fez o topônimo voltar a ser Jacuípe.
Aniversário da Cidade: 15 de Julho 

## Dados e estatísticas
| População estimada 2014                               | 7 177      |
| População 2010                                        | 6 997      |
| Área da unidade territorial (km²)                     | 216,762    |
| Densidade demográfica (hab/km²)                       | 33,26      |
| Código do Município                                   | 2703502    |
| Gentílico                                             | jacuipense |
| Prefeito: Amaro Ferreira da Silva Júnior (Carro Veio) |            |
|                                                       |            |

## Geografia
Jacuípe está localizado na divisa com Pernambuco, ao norte do estado de Alagoas. Às margens do Rio Jacuípe, origem do nome dado à cidade.

## Cultura
O principal evento festivo da cidade é a Festa de Reis, realizada no dia 6 de janeiro, quando o município recebe muitos visitantes das cidades vizinhas, inclusive de Pernambuco, ocasião em que reafirma seus votos de paz, alegria e prosperidade a cada novo ano que se inicia. 

## Religião
O cristianismo está fortemente presente no município, apresentando predominantemente adeptos do catolicismo, com várias comunidades e pastorais, além de denominações protestantes como Assembleia de Deus, Igreja Adventista do Sétimo Dia e Igreja Universal do Reino de Deus. Os cultos afro-brasileiros também se fazem presentes.